# Kota Tinggi
Kota Tinggi es una ciudad y capital del distrito homónimo situada en el estado de Johor, Malasia, situada a unos 42 kilómetros al noreste de Johor Bahru, en dirección a Mersing. La ciudad contaba con 203.300 habitantes en 2015.

## Administración local
La ciudad de Kota Tinggi y otras poblaciones del distrito como Kuala Sedili, Sungai Rengit o Pengerang están gobernados por el Consejo del distrito con sede en la ciudad. El cargo superior de la ciudad se llama Oficial de Distrito, que normalmente se cambia cada 5 o 6 años promovido por el concejo municipal. Su residencia oficial se encuentra en una zona ajardinada de la ciudad llamada Padang Kerajaan Kota Tinggi, cerca del edificio más alto en Kota Tinggi, el edificio Sultan Iskandar que alberga las oficinas del consejo de distrito.

## Lugares de interés turístico
Kota Tinggi es reconocida como ciudad histórica ya que aquí se estableció el Sultanato de Johor. Se encuentran muchas tumbas históricas, como el famoso mausoleo Sultan Mahmud Mangkat Di Julang (último gobernante de Johor descendiente de los sultanes de Malaca) o la tumba de Tun Habib Abdul Majid (Gran Visir del Sultanato de Johor en el siglo XVII).

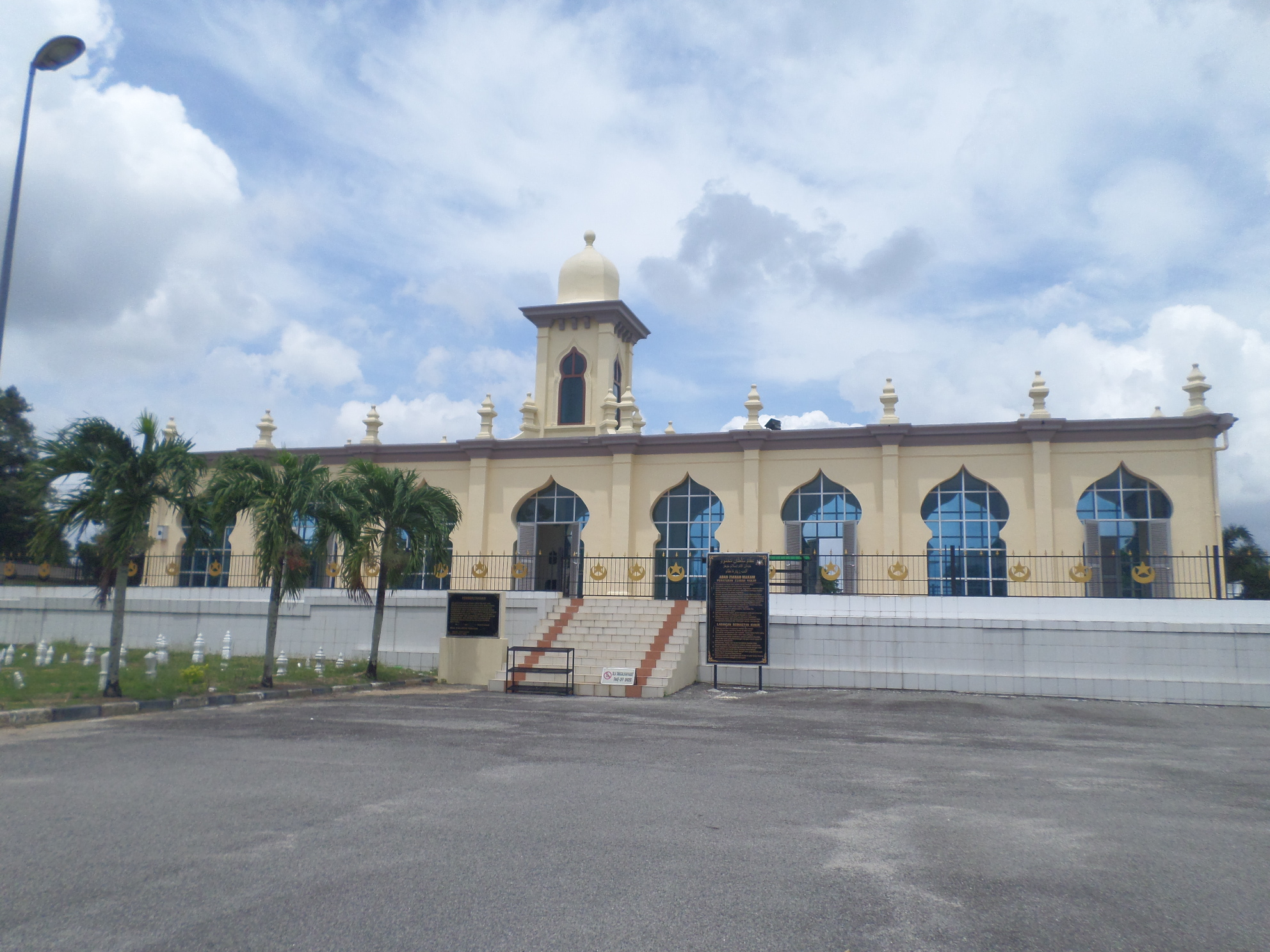
Mausoleo del Sultán Mahmud Mangkat Di Julang

Las cascadas de Kota Tinggi en Lombong , a 16 kilómetros al noroeste de la ciudad, son destinos turísticos populares. Tienen 36 metros de altura y se encuentran en la base de la montaña Gunung Muntahak de 634 metros de altura. El agua fría del río drena a través de una serie de piscinas poco profundas ideales para nadar. Parte de la belleza natural de la zona se ha visto mermada por el desarrollo de resorts con paisajismo artificial. 

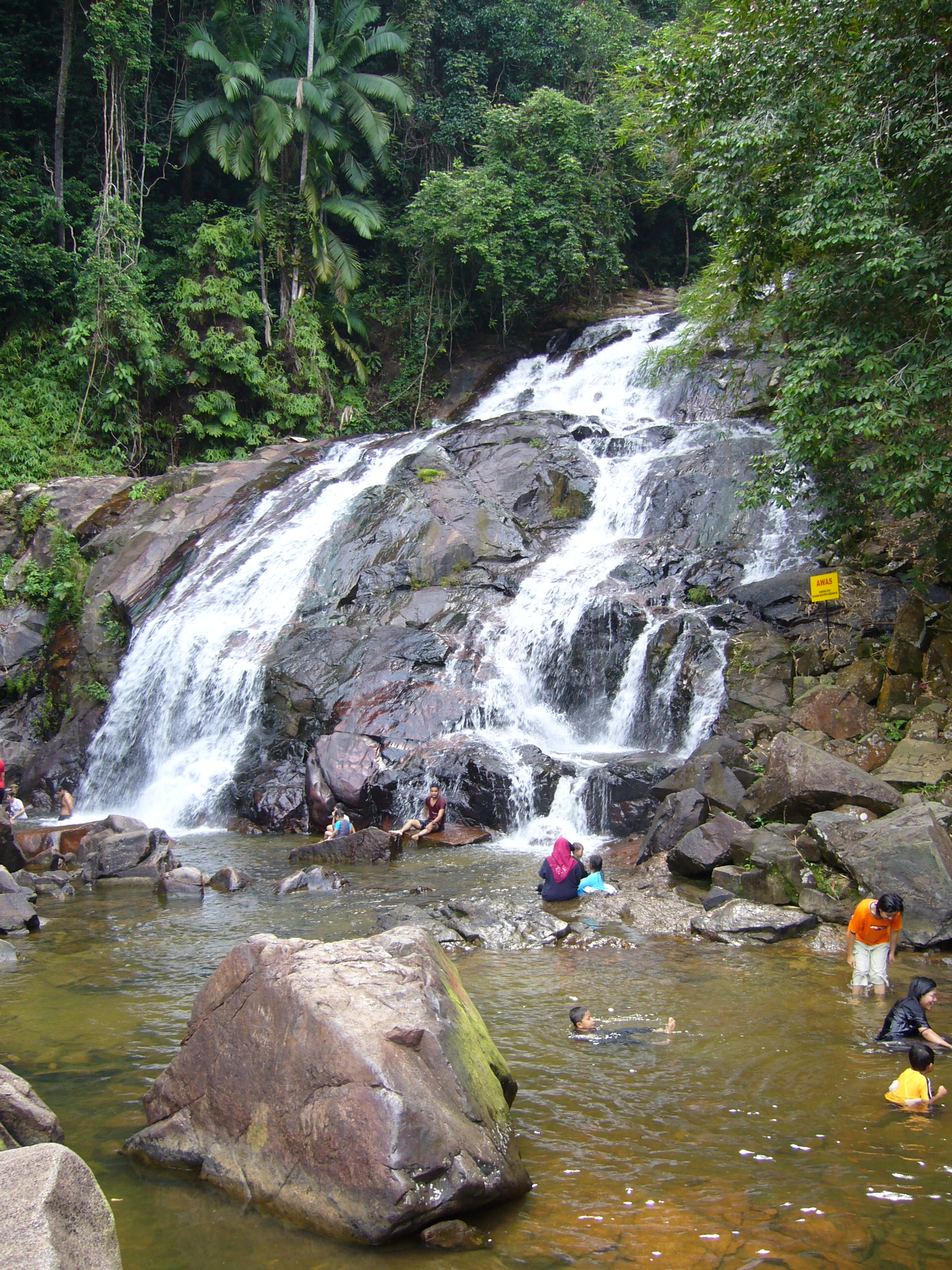
Cascadas de Kota Tinggi

También hay muchas playas a lo largo de la parte costera de Kota Tinggi. Las playas más populares son Tanjung Balau , Desaru y Batu Layar, que se encuentran  respectivamente a 58 km, 55 km, y 62 km de la ciudad. Chalets y hoteles que se pueden encontrar fácilmente a lo largo de las playas ofrecen alojamiento.
Teluk Sengat , ubicado a 25 km al este de la ciudad de Kota Tinggi, es un popular pueblo de mariscos entre los turistas.
En el Museo de Kota Tinggi se muestran las grandezas del Sultanato de Johor. Se abrió al público en 2002. El complejo consta de dos edificios que contienen una colección de objetos que datan del siglo XVI hasta la actualidad, incluyendo cerámica antigua, pinturas sobre lienzo, instrumentos musicales antiguos y las armas que simbolizan la fuerza y poder del antiguo sultanato.
Recientemente se ha construido un centro comercial con más de 100 tiendas que incluyen supermercados, siete salas de cine, karaokes, tiendas de moda, etc.

## Inundación de Kota Tinggi
La ciudad de Kota Tinggi estuvo totalmente bajo el agua durante casi dos semanas aislada de otras ciudades debido a deslizamientos de tierra e inundaciones. Desde el 19 de diciembre de 2006 hasta el 16 de enero de 2007, Kota Tinggi fue azotada por la mayor inundación de su historia. La primera ola de inundaciones del 19 de diciembre anegó prácticamente toda la ciudad, incluyendo bancos, tiendas y complejos comerciales, cuando el río Johor subió 4,9 metros la altura de su caudal. La segunda ola de inundaciones a partir del 11 de enero fue aun peor, llegando a los 5,45 metros. Esta catástrofe fue debida a los vientos del monzón del noreste que soplan de octubre a marzo y que causaron las lluvias torrenciales que arrasaron el estado de Johor durante casi una semana. Más de 100.000 personas fueron evacuadas a centros de refugio en dos ocasiones. Algunos de esos refugios también tuvieron que ser evacuados debido a que las aguas también les alcanzaron.